# Џејлен Адамс
Џејлен Тајрик Адамс (енгл. Jaylen Tairique Adams; Хановер, Мериленд, 4. мај 1996) амерички је кошаркаш. Игра на позицији плејмејкера, а тренутно наступа за Ђингдао иглсе.

## Каријера
Професионалну каријеру Адамс је започео у НБА лиги, иако 2018. године није био драфтован. У екипи Атланте је забележио 34 наступа, али је због двосмерног уговора играо и за филијалу у развојној лиги.  Као члан Висконсин херда, тима Милвоки бакса у "Џи лиги" изабран је за члана идеалне петорке за 2020. годину.
Након тога одлучују се да кошаркашку каријеру настави у Аустралији. Одлазак у Аустралију показао се као пун погодак, јер је обележио сезону играјући Сиднеј кингсе. Са Сиднејом је дошао до титуле првака и добио МВП признање које су пре пре њега освајали Ендру Богут и Џашон Тејт.